# モリユウギャラリー
モリユウギャラリー（MORI YU GALLERY）は京都の現代美術ギャラリー。
森裕一が2001年京都市中京区室町に開廊。
黒田アキ、パラモデルを始めとする現代の日本アーティストの展覧会を多数開催する。
またオープン当初より、海外のアートフェアへも積極的に参加。
日本アーティストの実力を世界に知らしめるとともに、マーケットの充実と拡大にも大きく貢献する。
2008年東京・神楽坂にもギャラリーを開設し、東京進出を図った。2012年より3331 Arts Chiyodaに移転。

## 所属アーティスト
- 黒田アキ
- 田中敦子 (画家)
- 金山明
- 黒川彰宣
- スタジオ・アッズーロ
- 徳田憲樹
- パラモデル
- 藤浩志
- 中山玲佳
- 小沢さかえ
- 藤原康博
- 片野まん
- 今村哲
- 五十嵐英之
- アリエマキ
- 玉ノ井哲哉
- 塩崎優
- 山本理恵子
- 寺村利規
- 神藤知子
- 柴田主馬
- 安藤隆一郎
- 稲垣萌子
- 浦郷仁子
- 武田雄介
- Alice G.
- KENRYU
- ELEMENTS
- 前田吉彦
- 井上隆保
- 道家洋